# Eberhard Wächter (peintre)
Eberhard Wächter est un peintre wurtembergeois né à Balingen en 28 février 1762, décédé à Stuttgart le 14 août 1852.

## Biographie
Arrivé à Paris au printemps 1781 en compagnie du graveur Johann Gotthard von Müller, Wächter devient élève de Jean-Baptiste Regnault, de David, puis de Gros. Dans l'atelier de David, il retrouve son compatriote le peintre Gottlieb Schick. Il se rend en Italie où, à Rome, il se convertira au catholicisme et sa peinture reflète alors ses sentiments religieux : L'Enfant Jésus et l'Agneau, Job et ses amis. 
En 1798, il dut fuir devant l'armée révolutionnaire française et alla à Vienne n'ayant pas pu trouver d'emploi dans sa ville natale à cause de sa conversion. On trouve dans son rejet des règles académiques dénuées selon lui de toute sensibilité, des accointances avec celui des frères de Saint Luc, les fondateurs du mouvement nazaréen qui, en 1810, quittent l'Académie de Vienne pour les mêmes raisons et s'installent à Rome.

## Œuvres
- Sainte Cécile priant près d'un orgue, huile sur toile, 77 par 80, datée de 1837, passée en vente aux enchères chez Lempertz à Cologne le 18 novembre 2006, no 1501.